# August Edlbacher
August Edlbacher (25. října 1833 Sierning – 26. dubna 1916 Urfahr) byl rakouský soudce a politik německé národnosti z Horních Rakous, v 2. polovině 19. století poslanec Říšské rady.

## Biografie
Studoval gymnázium v Kremsmünsteru, Seitenstettenu a Linci, pak absolvoval práva na Vídeňské univerzitě. Od roku 1856 pracoval na zemském soudu ve Vídni. Od roku 1857 byl auskultantem a aktuárem na okresních soudech ve Freistadtu, Vöcklabrucku, Schärdingu a Neuhofenu. Pak byl soudním adjunktem v Schwanenstadtu a okresním soudcem a radou zemského soudu v Grünburgu. Roku 1897 odešel do penze.
Působil i jako poslanec Říšské rady (celostátního parlamentu Předlitavska), kam usedl v doplňovacích volbách roku 1888 za kurii městskou v Horních Rakousích, obvod Steyr, Kremsmünster atd. Nastoupil 4. prosince 1888 místo Johanna Hochhausera. Mandát obhájil ve volbách roku 1891. Rezignace byla oznámena na schůzi 27. listopadu 1895. V parlamentu ho pak nahradil Leopold Erb. Ve volebním období 1885–1891 se uvádí jako August Edlbacher, c. k. okresní soudce, bytem Grünburg.
Na Říšské radě usedl do klubu Sjednocené německé levice, do kterého se spojilo několik ústavověrných proudů. Rovněž po volbách roku 1891 patřil ke klubu Sjednocené německé levice.
Zemřel v dubnu 1916 v Urfahru u Lince.
Jeho bratry byli politik Max Edlbacher a pedagog Ludwig Edlbacher. Otec August Edlbacher starší (1804–1862) byl rovněž politicky činný.